# Quartier du Salin
Le Salin est un quartier du centre ville de Toulouse.

## Histoire
Vieux quartier toulousain, traversé par le cardo romain (l'axe nord-sud), le Salin s'organise autour de la place du même nom. Il tire son nom du salin royal, lieu de perception du droit sur le sel. Avant les dégagements du XIXe siècle, il y avait une carr. Salini, partant de la platea Thesaurarie, place de la trésorerie, vers le carrefour du Salin et la place de l'Inquisition. La place du palais et la place de la trésorerie, unies par la démolition des moulons qui les séparaient ont constitué la place actuelle.
Les quartiers voisins, de Saint-Étienne et de la Dalbade abritaient les nombreux hôtel particuliers des avocats et conseiller en parlement. Au sud, après la porte Narbonnaise, hors des anciennes limites de la ville, le faubourg Saint-Michel s'est développé la long de la Route de Narbonne.
La chapelle disparue de Saint-Barthélemy, en regard de l'Inquisition des Dominicains, a donné son nom au capitoulat de Saint-Barthélemy, dont Jean Saliné fut capitoul en 1595.

## Lieux et monuments
- Parlement de Toulouse
- Palais de Justice
- Buste de Jacques Cujas
- Le temple du Salin
- La Maison « Seilhan » où a séjourné Dominique de Guzmán

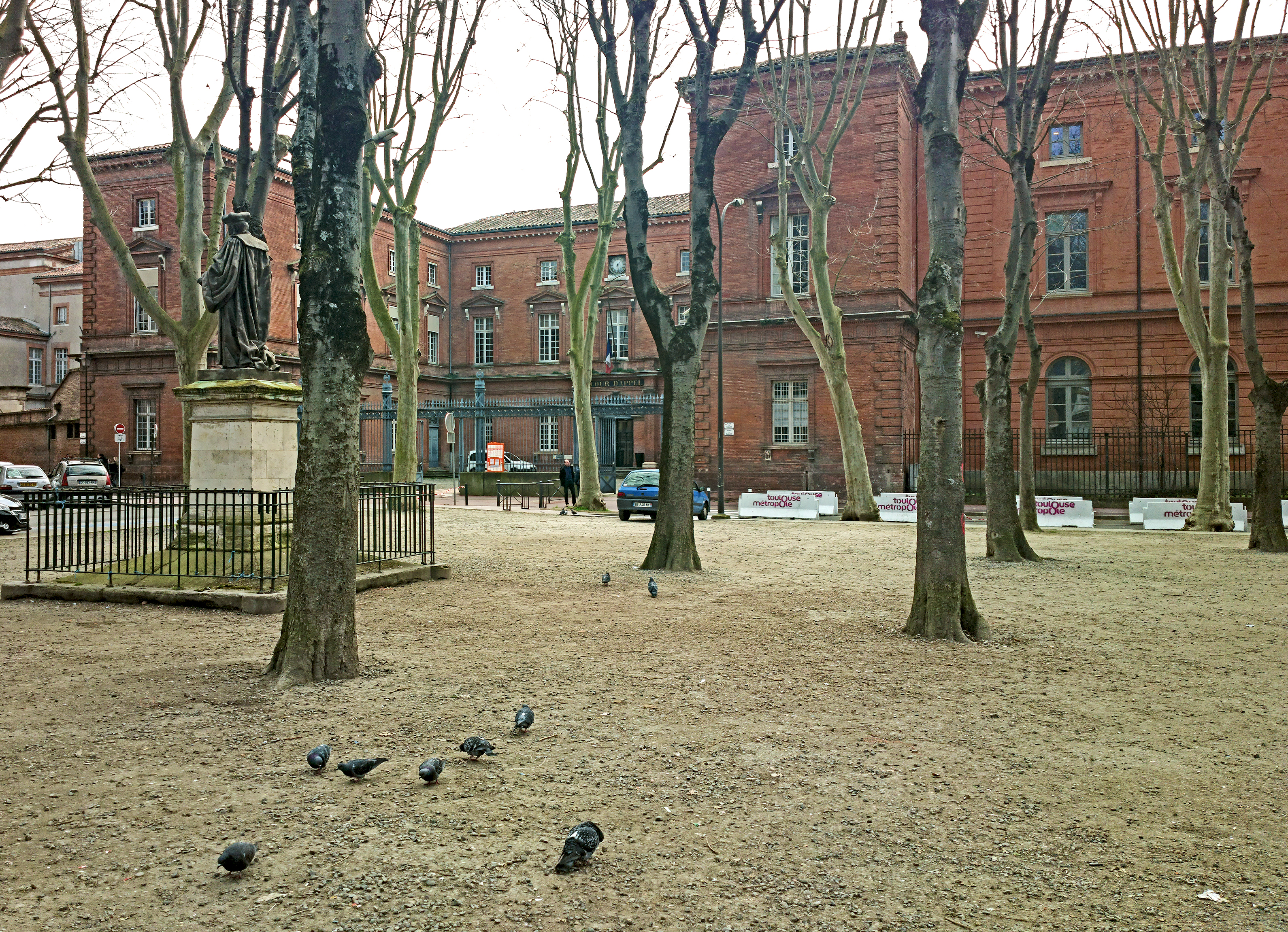
Palais de Justice de Toulouse
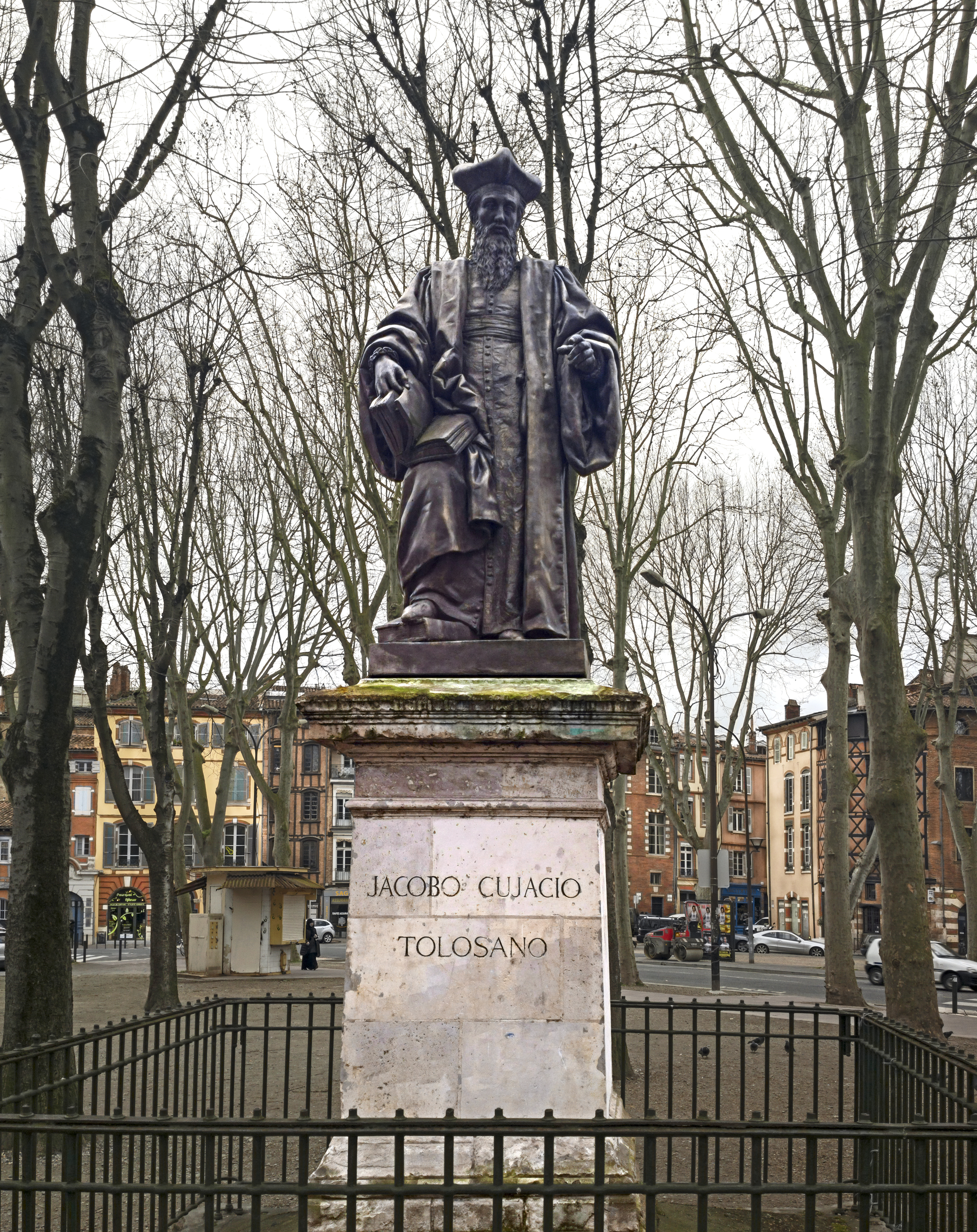
Statue de Jacques Cujas
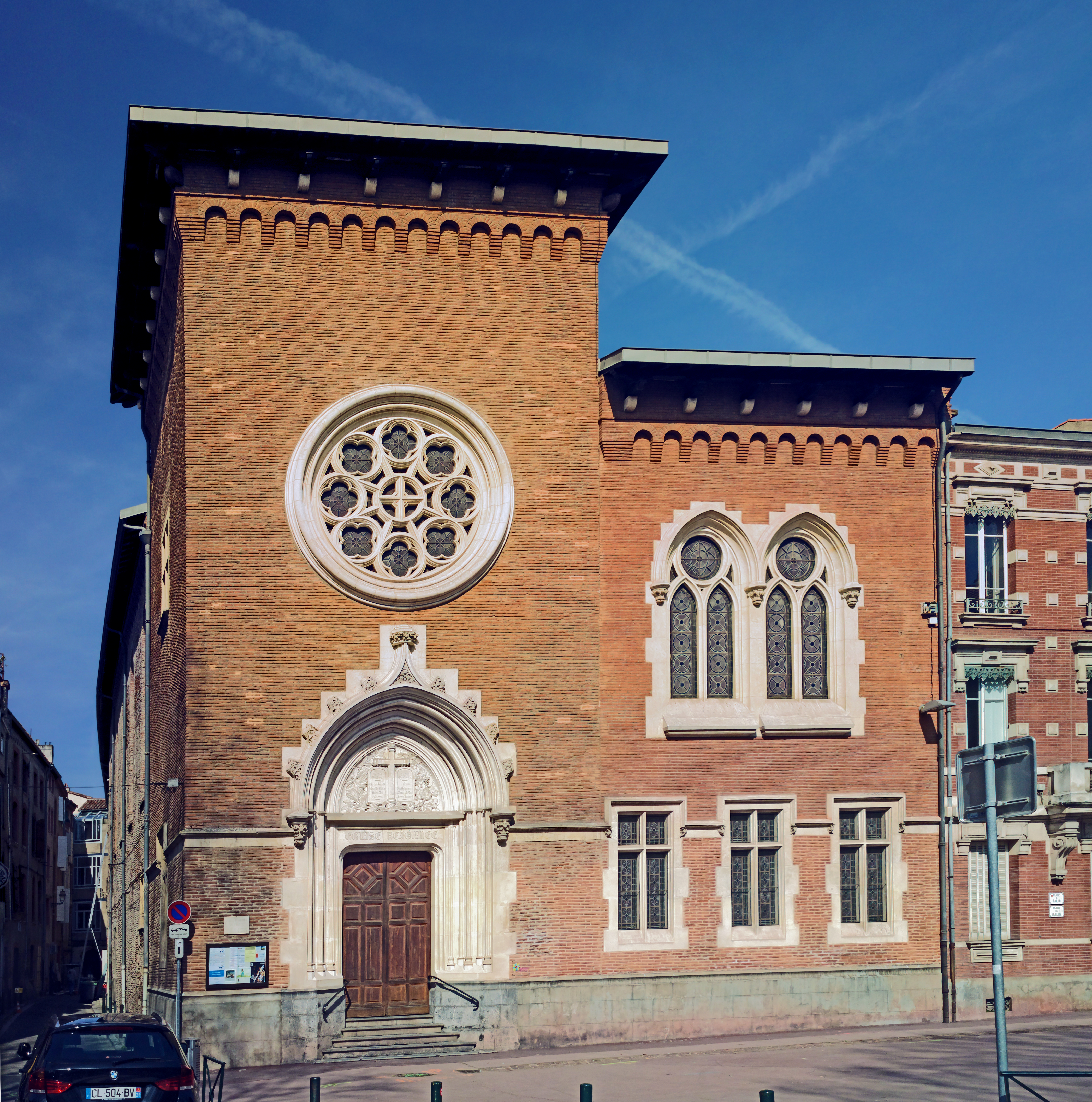
Temple du Salin
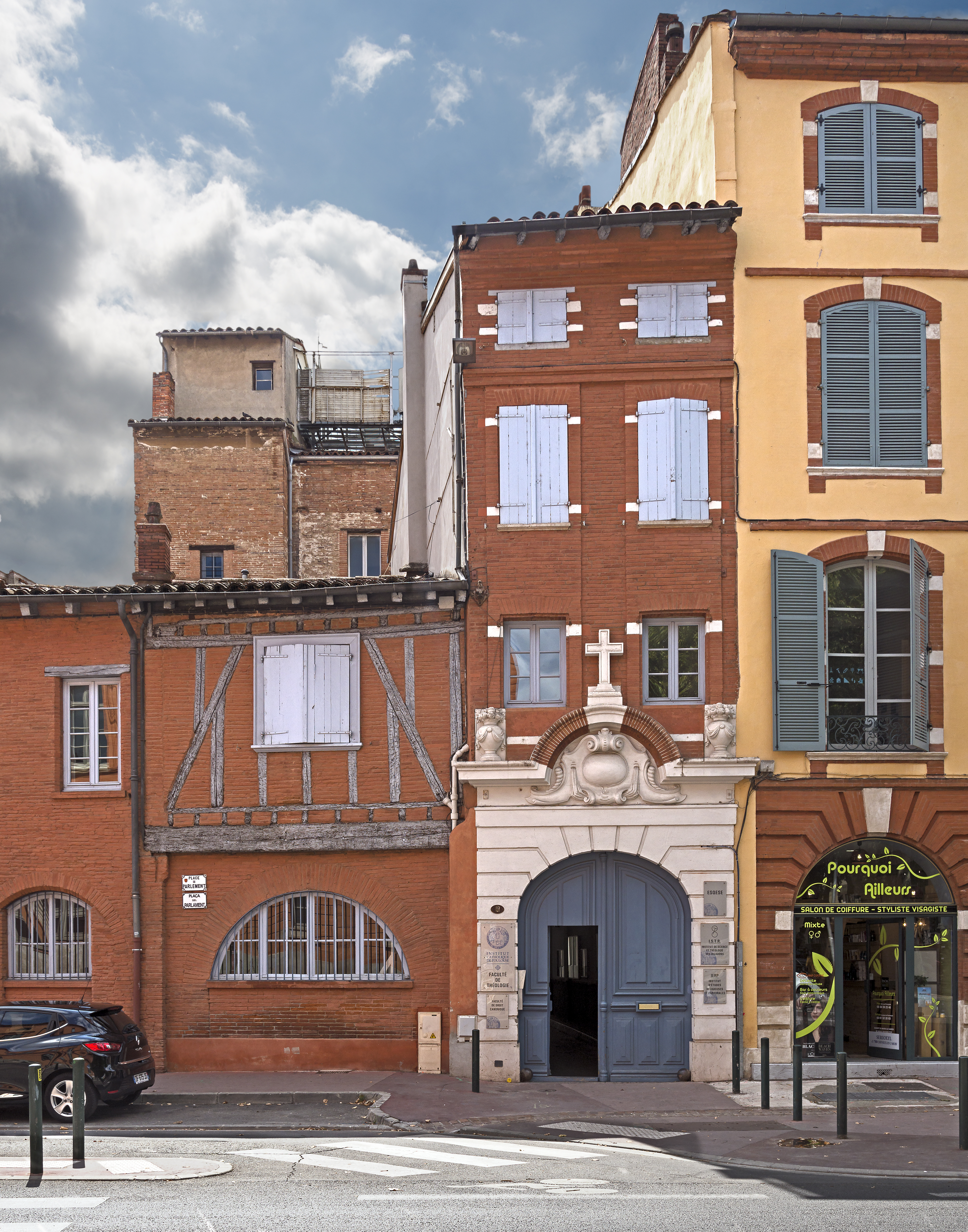
La Maison "Seilhan"